# Scion (automobile)
Pour les articles homonymes, voir Scion.
Scion était une marque d'automobiles japonaises, fondée ex nihilo en 2003 par le groupe automobile Toyota et disparue en 2016. La marque Scion n'était présente que sur le marché des États-Unis et au Canada, et visait une clientèle jeune.

## Présentation
Sa gamme se composait de six modèles : 
- La xA, jumelle de la Toyota Ist
- La xB de première génération, jumelle de la Toyota bB;
- la xB de seconde génération, jumelle de la Toyota Corolla Rumion;
- La xD, jumelle de la Toyota Urban Cruiser;
- La tC, seul modèle spécifique à Scion;
- L'iQ, jumelle de la Toyota iQ.
- La FR-S, jumelle de la Toyota GT86 et de la Subaru BRZ.
- L'iM, jumelle de la Toyota Auris.
- L'iA, jumelle de la Mazda 2.

## Galerie photos

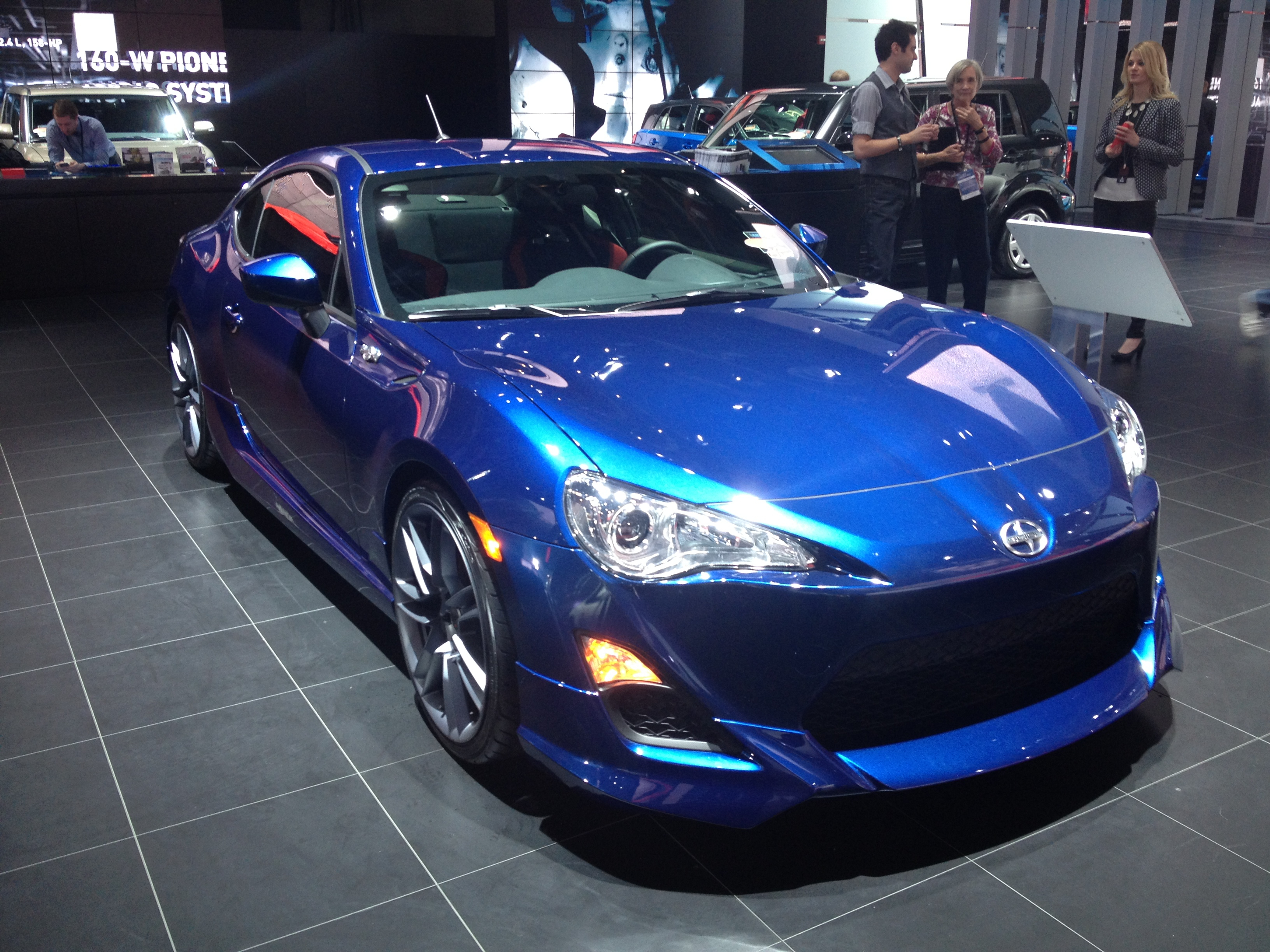
FR-S Modèle sportif abordable de la marque

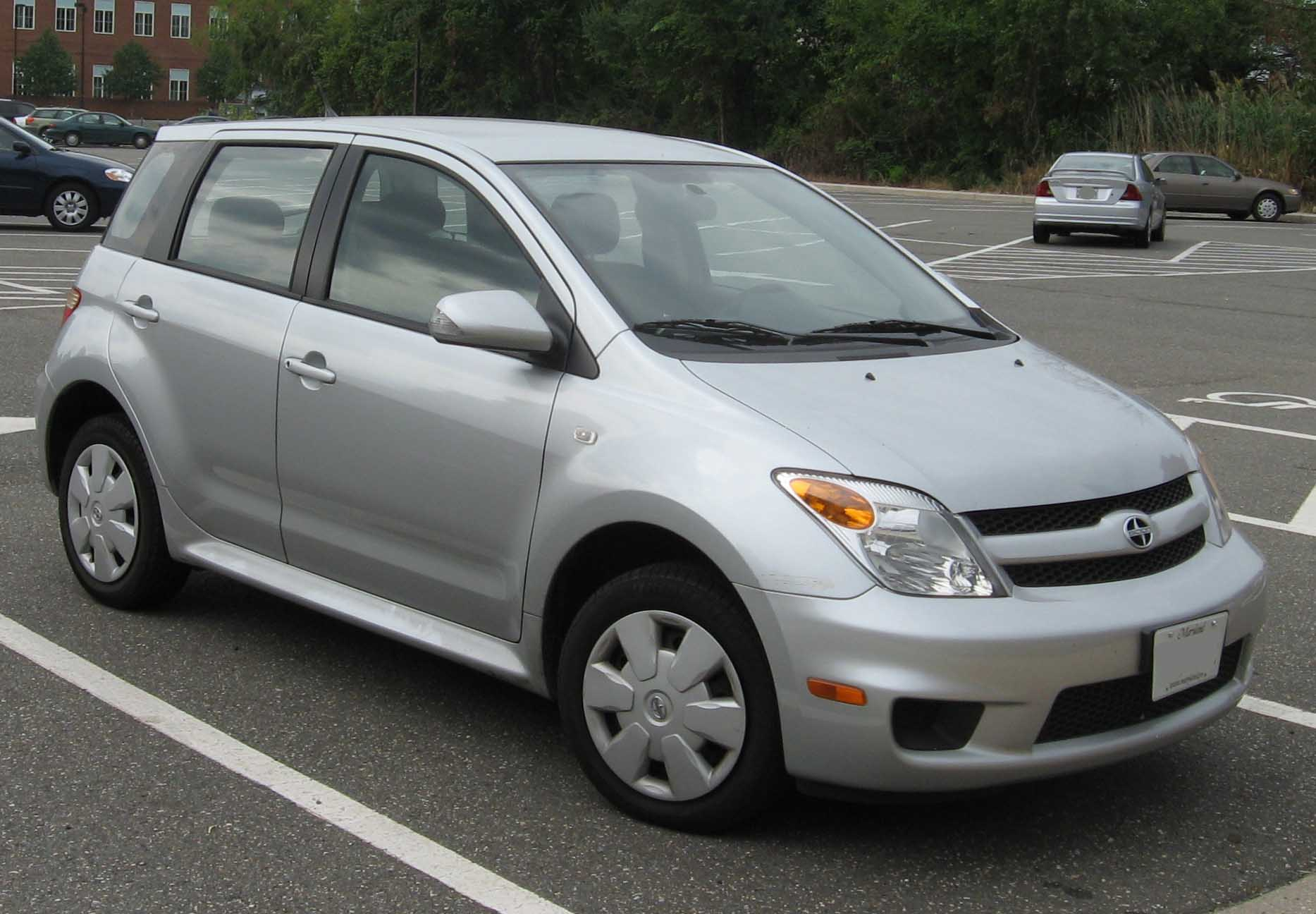
Scion xA
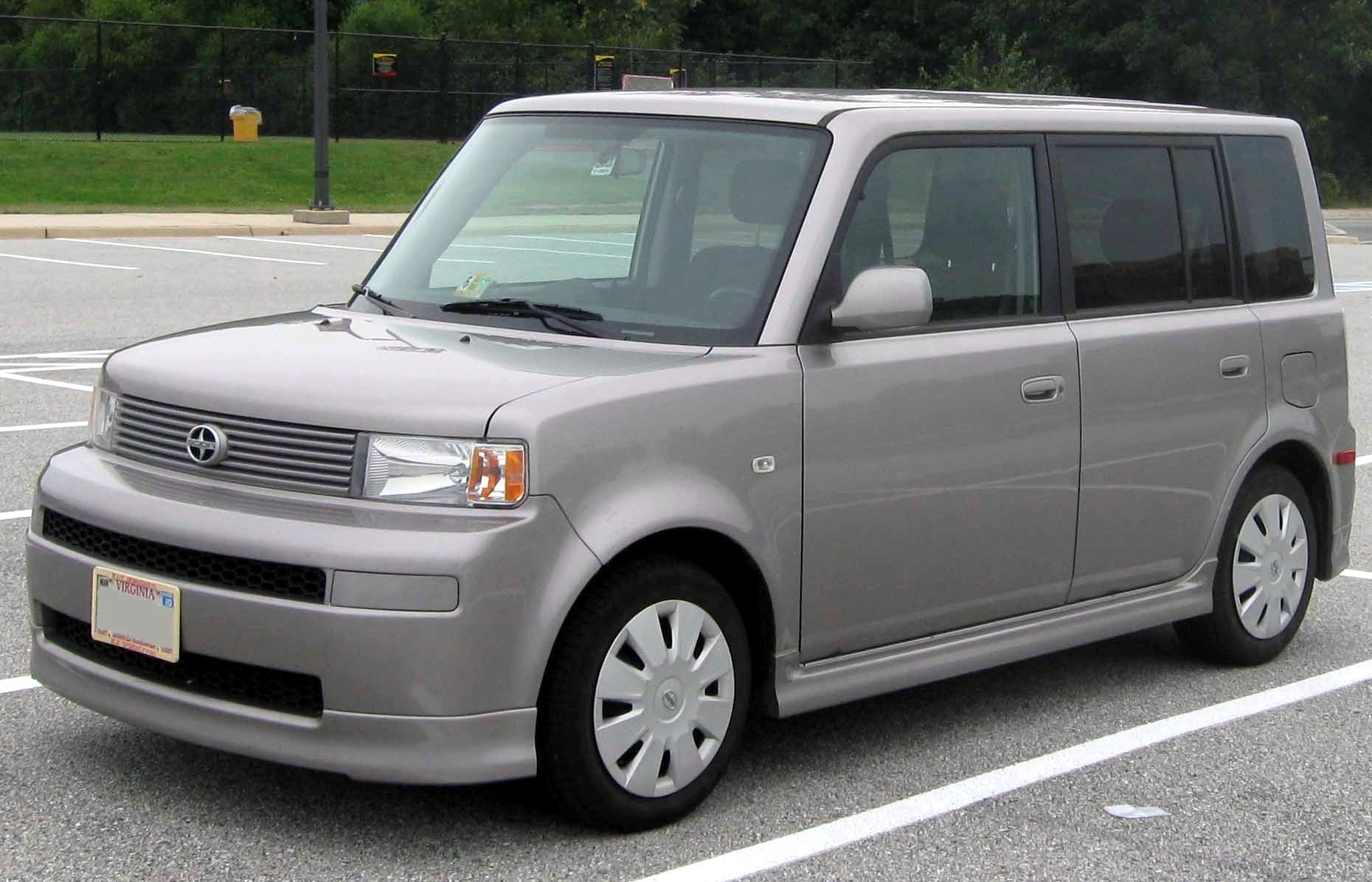
Scion xB 1re génération
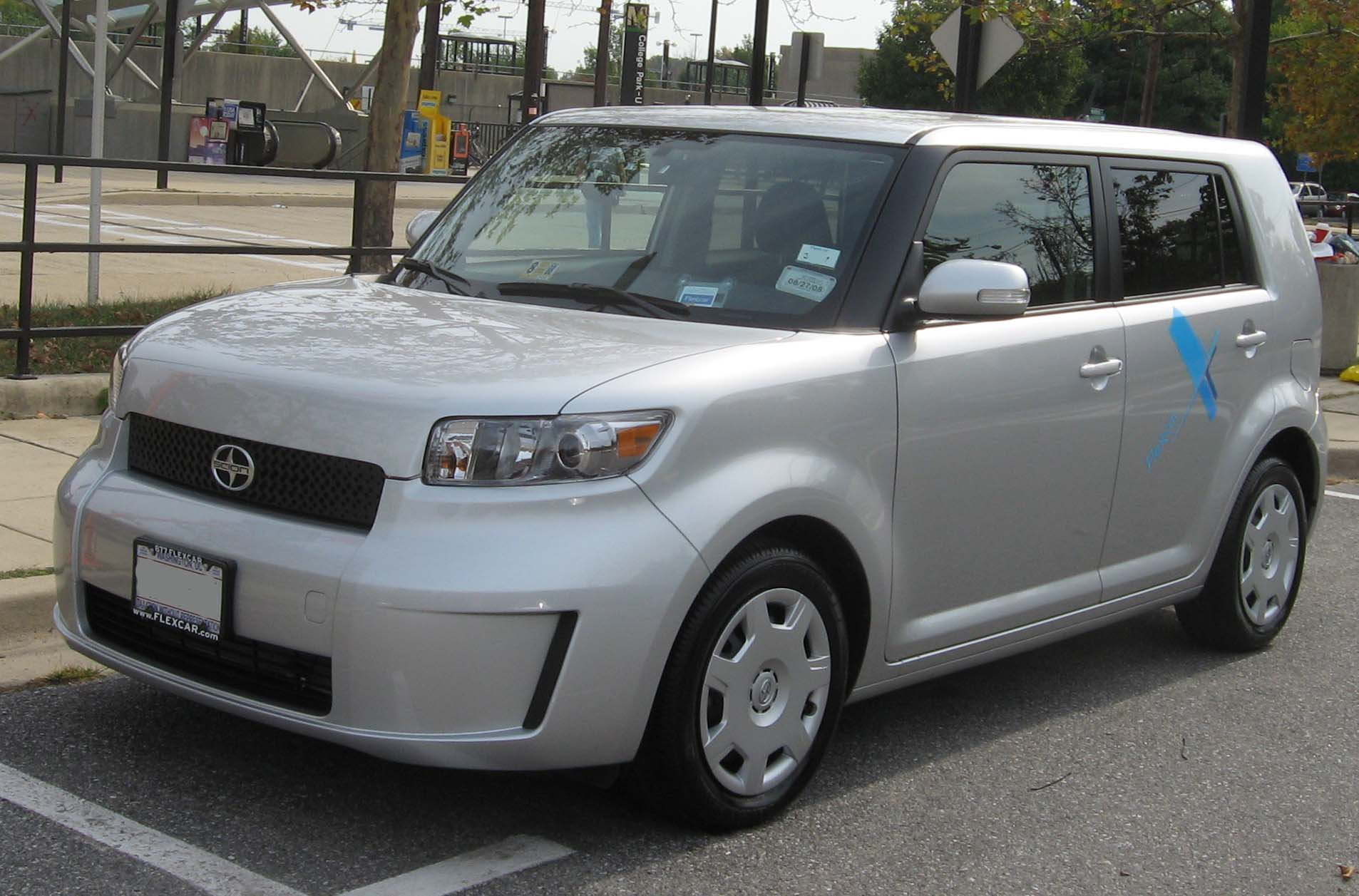
Scion xB 2e génération
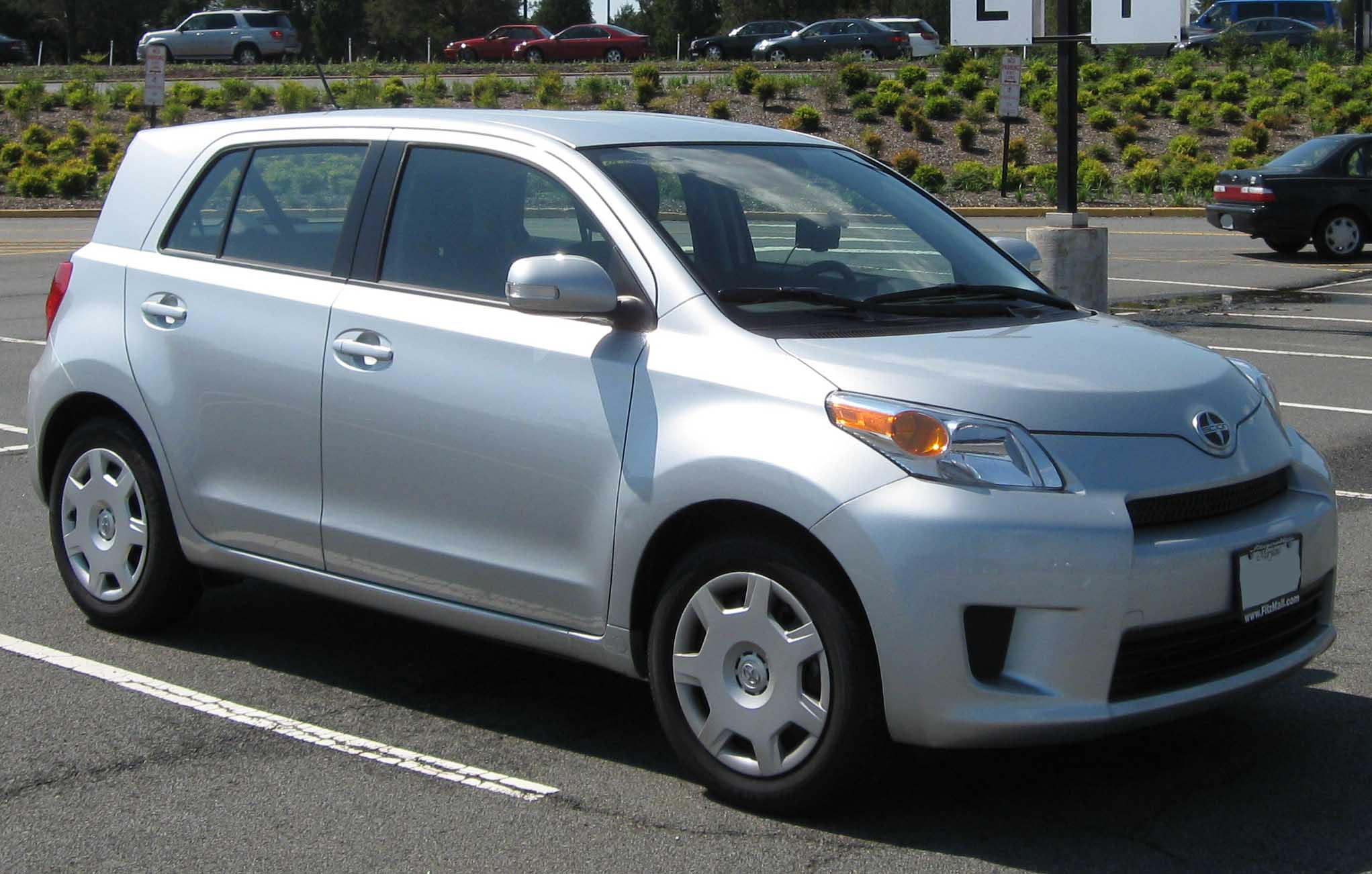
Scion xD
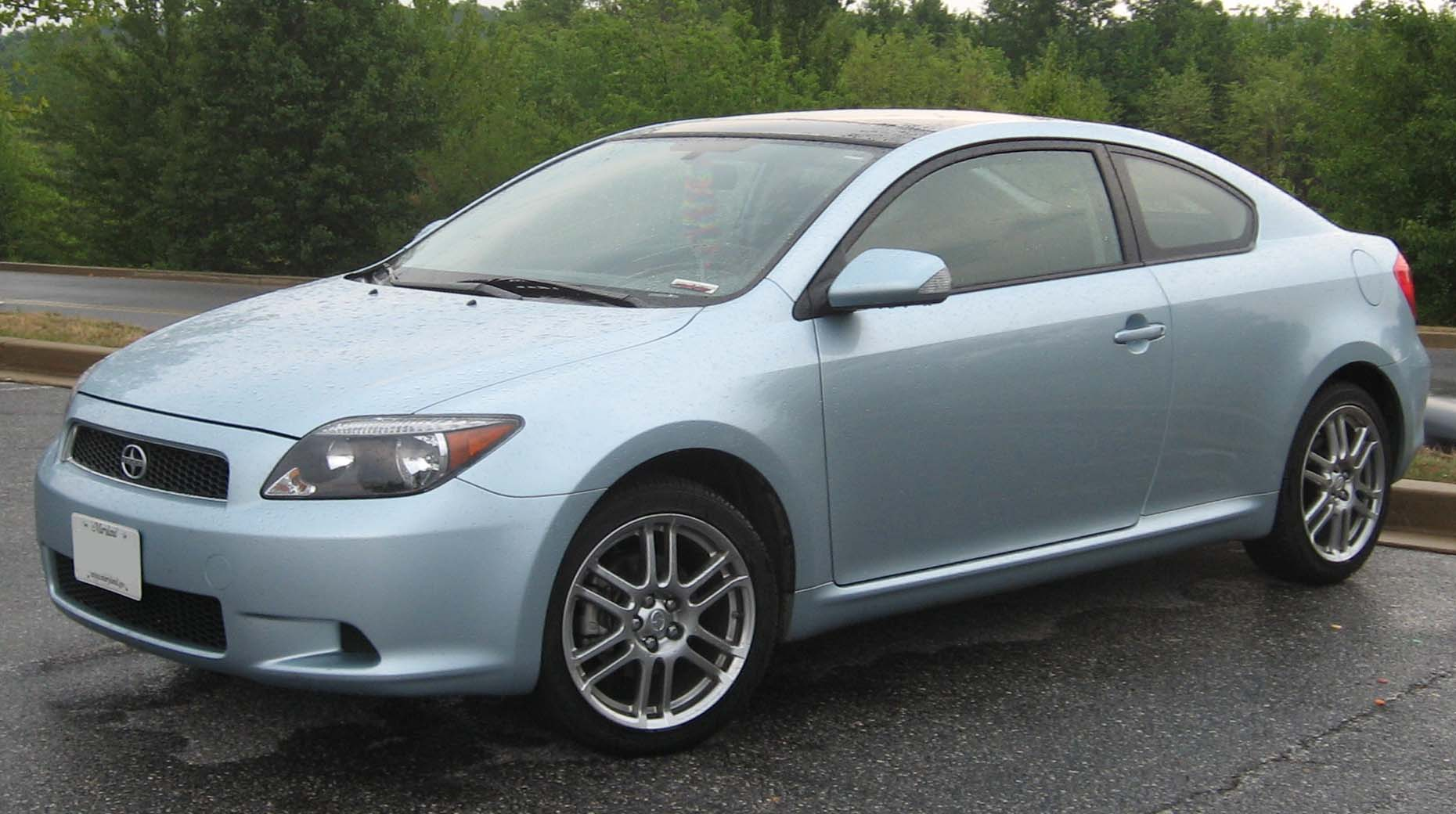
Scion tC

## Ventes aux États-Unis[1]
| Année | Ventes  | Diff.    |
| ----- | ------- | -------- |
| 2003  | 10 898  |          |
| 2004  | 99 259  | +810,8 % |
| 2005  | 156 485 | +57,7 %  |
| 2006  | 173 034 | +10,6 %  |
| 2007  | 130 181 | -24,8 %  |
| 2008  | 113 904 | -12,5 %  |
| 2009  | 57 961  | -49,1 %  |
| 2010  | 45 678  | -21,2 %  |
| 2011  | 49 271  | +7,9 %   |
| 2012  | 73 505  |          |
| Total | 910 176 |          |